# Labium gracile
Labium gracile är en stekelart som beskrevs av Rayment 1935. Labium gracile ingår i släktet Labium och familjen brokparasitsteklar. Inga underarter finns listade i Catalogue of Life.